# Rollos de Exultet

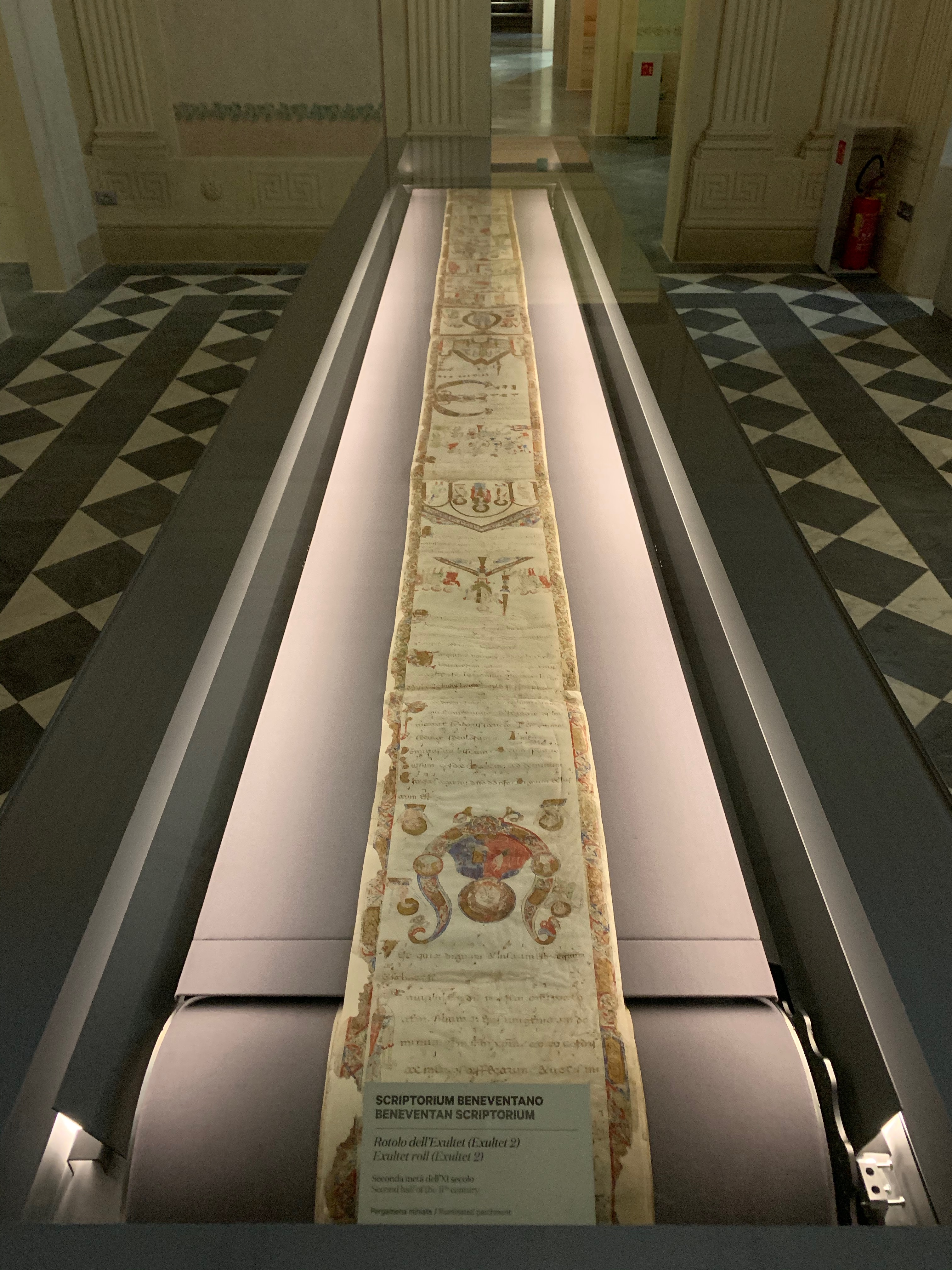
Exultet del Museo del Duomo de Pisa

El Rollo del Exultet es un largo y ancho rollo iluminado que contiene el texto y la música del Exultet, el himno litúrgico de la Vigilia Pascual. Los primeros materiales incluyen pergamino, arreglo de etiquetas (escritura paralela a la banda), escritura beneventana y música representada por neumas. Las ilustraciones a menudo se intercalan con el texto. La figura aparece a la derecha, de cara a la congregación, mientras el sacerdote lee las Escrituras y desenrolla el rollo (ambo) en el púlpito. Esta forma es endémica del sur de Italia, principalmente alrededor de Benevento y Montecassino, con ejemplos sobrevivientes que datan de los siglos X al XIII.
El volumen Exultet toma su nombre de las palabras iniciales del himno latino: Exultet iam angelica turba coelorum ("Que se regocijen los ángeles celestiales"). Estas palabras son cantadas por los diáconos durante la consagración de la misa de medianoche y el encendido de las velas pascuales. Los himnos incluyen oraciones, himnos y escrituras. Aunque se basa en una liturgia papal, la forma ritual y el júbilo practicado en el sur de Italia se atribuye al arzobispo Randolfo I de Benevento (reinó entre 957 y 982). Se extendió por todo el sur de Italia principalmente bajo la influencia del monasterio de Montecasino.
Los rollos de Exultet se exhiben fuera de su liturgia anual. Poseen las características iniciales de estilo Benevento y miniaturas de estilo "bizantino". Son grandes y consisten en membranas de pergamino de hasta 30 x 80 cm unidas de extremo a extremo, con una longitud total de hasta 9 m. Estas miniaturas ornamentadas se encontraban entre los manuscritos europeos más grandes de la época.